# Kazimierz Janusz
Kazimierz Janusz (ur. 27 listopada 1925 w Jastkowie, zm. 8 grudnia 2014 w Warszawie) – polski działacz opozycji w PRL.
Będąc studentem Politechniki Warszawskiej, wstąpił w 1949 do tajnej organizacji niepodległościowej. Aresztowany w 1950, skazany na 15 lat więzienia. Został zwolniony dopiero w grudniu 1956.
W 1977 był jednym z założycieli Ruchu Obrony Praw Człowieka i Obywatela. Po 13 grudnia 1981 został internowany. W latach 1982–1989 był doradcą podziemnej „Solidarności” w Stoczni im. Lenina.
W dniu 23 marca 2007 odznaczony przez prezydenta RP Lecha Kaczyńskiego Krzyżem Komandorskim z Gwiazdą Orderu Odrodzenia Polski.
Jego żoną od 1984 była Teresa Dobrzyńska.